# Джеффрі Джордан
Джеффрі Майкл Джордан (нар. 18 листопада 1988) — колишній американський баскетболіст, який грав за команди «Knights» Університету Центральної Флориди та «Fighting Illini» Університету штату Іллінойс. Джеффрі — старший син баскетболіста «Зали слави» Майкла Джордана. 

## Школа
Джеффрі Джордан був предметом уваги місцевих та національних засобів масової інформації, і брав участь у трьох іграх школи, показаних на ESPN у 2007 році. В Лойолі був гравцем основи протягом трьох років і двічі виступав на іграх Всекатолицької ліги. Представляв марку «Jordan Brand Classic» у 2007 році. 
Джордан також грав в американський футбол у десятому класі. 

## Коледж
Джордан закінчив Академію Лойоли 26 травня 2007 року. Він отримував стипедію в Університеті Вальпараїсо та Університеті Лойоли в Чикаго; його активно залучали коледж Девідсона, Університет штату Пенсильванія, Північно-Західний університет та Іллінойський університет. Джеффрі вирішив грати за команду Університету Іллінойсу (без вступу), а в 2007 році вступив в університет на магістра психології з академічною стипендією. 22 січня 2009 року університетом було оголошено, що Джеффрі отримає повну спортивну стипендію. 
24 червня 2009 року Джордан оголосив, що залишає баскетбольну команду університету Іллінойсу, щоб зосередитися на школі та на своєму "житті після баскетболу". Пізніше Джордан вирішив повернутися до команди, проте після сезону 2009–10 років він почав грати за університет Центральної Флориди разом із братом Маркусом. 
У січні 2012 року Джордан покинув команду UCF з "особистих причин". 

## Особисте життя
Джеффрі — найстарший із п’яти дітей. Його кровними братом і сестрою є Маркус і Жасмін, також він має двох сестер-близнючок, Ізабель та Вікторію, народжених у шлюбі його батька зі своєю другою дружиною. Його батьки одружилися у весільній каплиці в Лас-Вегасі, коли Джордан був немовлям; а після розлучилися, коли він навчався у старшій школі. Вони розділили опіку над трьома дітьми. 
Джеффрі проживав у Портленді (Орегон), де 4 листопада 2013 року долучився до програми навчання менеджерів Nike Inc.'s.
У 2018 році Джеффрі та його дівчина Радіна Анева оголосили про заручини та одружилися у травні 2019 року. 

## У поп-культурі
У фільмі Космічний джем (1996) актор Маннер Вашингтон зіграв Джеффрі. 